# Ланген, Кристоф
Кристоф Ланген (нем. Christoph Langen, род. 27 марта 1962 года, Кёльн) — немецкий бобслеист, выступавший за сборную Германии с 1985 по 2005 год (с 1991 года в качестве пилота). Принимал участие в четырёх Зимних Олимпиадах и в общей сложности выиграл четыре медали, из них две золотые (двойка в 2002 году и четвёрка 1998) и две бронзовые (двойки в 1992 и 1998 годах).
Кроме того, Ланген выиграл 12 медалей на чемпионатах мира, в том числе восемь золотых и четыре серебряные. Неоднократно выигрывал Кубок мира: дважды в смешанной команде (1995/96, 1998/99), трижды в двойке (1995/96, 1998/99, 2003/04) и один раз в мужской четвёрке (1998/99). Семь раз становился чемпионом Европы.
Закончил карьеру из-за тяжёлой травмы ахиллова сухожилия, потребовавшей хирургического вмешательства. Собирался принять участие в зимних Олимпийских играх 2006 года в возрасте 43 лет, но травма оказалась слишком серьёзной, и к нужному сроку спортсмен не успел набрать требуемую форму. В данный момент Ланген работает комментатором на телевидении Германии, комментирует соревнования по бобслею.

## Выступления на Олимпийских играх
| Олимпийские игры    | Возраст | Команда     | Пилот       | Двойки      | Четвёрки    |
| ------------------- | ------- | ----------- | ----------- | ----------- | ----------- |
| 1988 Калгари        | 25      | ФРГ         | Антон Фишер | 7           | 11          |
| 1992 Альбервиль     | 29      | Германия    | —           | 3           | —           |
| 1994 Лиллехаммер    | 31      | не выступал | не выступал | не выступал | не выступал |
| 1998 Нагано         | 35      | Германия    | —           | 3           | 1           |
| 2002 Солт-Лейк-Сити | 39      | Германия    | —           | 1           | DNF         |